# ۱۲۷۷ (میلادی)
۱۲۷۷ (میلادی) هزار و دویست و هفتاد و هفتمین سال تقویم میلادی است.

## زادگان
- ۱۷ آوریل - میخائیل نهم، امپراتور بیزانس به‌طور مشترک با آندرونیکوس دوم

## درگذشتگان
- ۲۰ مه – ژان بیست‌ویکم، سیاست‌مدار و کشیش پرتغالی (ز. ۱۲۱۵)